# 西粟倉バスストップ
西粟倉バスストップ（にしあわくらバスストップ）は、岡山県英田郡西粟倉村長尾に位置する鳥取自動車道のバス停である。

## 概要
2013年（平成25年）3月23日に開設された。西粟倉ICから約1.4 km南にある。
ポールは神姫バス仕様のものが設置されている。

## 停車する路線
| のりば | 愛称               | 会社名       | 行先                                     | 備考 |
| ------ | ------------------ | ------------ | ---------------------------------------- | ---- |
| 上り線 | プリンセスバード号 | 日ノ丸自動車 | 姫路（姫路駅北口）                       |      |
| 下り線 | プリンセスバード号 | 日ノ丸自動車 | 鳥取（鳥取駅・日ノ丸本社前・鳥取大学前） |      |

## 周辺
- 西粟倉村立西粟倉小学校

## 歴史
- 2013年（平成25年）3月23日 : 大原IC - 西粟倉IC間開通に伴い供用開始。

## 隣
E29 鳥取自動車道
(2) 大原IC/BS - 西粟倉BS - (3) 西粟倉IC/道の駅あわくらんど